# Объединение французского народа
Объединение французского народа (РПФ, фр. Rassemblement du peuple français, RPF) — правая консервативная партия Четвёртой республики, основанная генералом Шарлем де Голлем в апреле 1947. Oтносится к так называемым «голлистским партиям».
Через год после её основания в РПФ было полмиллиона членов, что делало его крупнейшей французской партией после коммунистической. Кроме собственно правых консерваторов, в РПФ вошли также некоторые члены партии радикалов (Жак Шабан-Дельмас, Мишель Дебре), христианские демократы (Эдмон Мишле), левые республиканцы (Андре Мальро) и ультраправые роялисты. Жак Фоккар, Пьер Дебизе, Поль Комити организовали в партии силовую службу порядка, на основе которой впоследствии была создана SAC. Но собрав на парламентских выборах 1951 года свыше 4 млн голосов (22,3 %) и получив 117 мест в Национальном собрании, РПФ оказалась не в силах завоевать власть.
После неудачи РПФ на муниципальных выборах в апреле 1953 (10 % голосов) Шарль де Голль 6 мая 1953 предоставил депутатам РПФ свободу действий, после чего партия фактически распалась. 14 сентября 1955 РПФ была официально распущена и частично преобразована в небольшую партию Национальный центр социальных республиканцев во главе с Ж. Шабан-Дельмасом. На последних парламентских выборах Четвёртой республики 2 января 1956 «социальные республиканцы» получили 840 тыс. голосов и 20 мест в Национальном собрании.